# José Emilio Neder
José Emilio Neder (Loreto, Santiago del Estero, Argentina, 13 de marzo de 1954) es un político argentino que ocupó diferentes cargos a lo largo de su carrera.
Desde 1987 hasta 1991 fue intendente de Loreto, su ciudad natal. Luego se desempeñó como Ministro de Gobierno durante el segundo mandato de Gerardo Zamora como gobernador. En 2013 fue elegido vicegobernador de la provincia de Santiago del Estero, cargo que ocupó desde el 10 de diciembre de 2013 acompañando a Claudia Ledesma Abdala como gobernadora. En 2017 fue nuevamente electo como vicegobernador, esta vez junto a Gerardo Zamora como gobernador por tercera vez. En octubre de 2019 fue elegido senador nacional por Santiago del Estero, cargo que ocupa actualmente desde el 10 de diciembre de dicho año.
Además es presidente del Partido Justicialista de Santiago del Estero desde 2015 hasta la actualidad.